# Katharina Huber
Pour les articles homonymes, voir Huber.
Katharina Huber est une skieuse alpine autrichienne, née le 3 octobre 1995.

## Biographie
Katharina Huber participe à ses premières courses FIS en 2010. Elle débute en Coupe d'Europe en janvier 2013 et concourt surtout en slalom et slalom géant. En décembre 2015, elle découvre la Coupe du monde, marquant ses premiers points directement à Aspen avec une 18e place au slalom. Aux Championnats du monde junior 2016, elle est médaillée de bronze au slalom. Elle participe à ses premiers Championnats du monde en 2019, où elle signe le meilleur résultat de sa carrière avec le septième rang au slalom.

## Palmarès

### Jeux olympiques
| Édition / Épreuve | Slalom | Slalom géant | Combiné | Team event |
| ----------------- | ------ | ------------ | ------- | ---------- |
| JO 2022 Pékin     | 12e    | —            | —       | Or         |

### Championnats du monde
| Épreuve / Édition | Åre 2019 |
| ----------------- | -------- |
| Slalom            | 7e       |

### Coupe du monde
- Meilleur classement général : 65e en 2019.
- Meilleur résultat : 11e.

| Année/Classement | Général | Général | Descente | Descente | Slalom | Slalom | Slalom géant | Slalom géant | Super G | Super G | Combiné | Combiné |
| Année/Classement | Class.  | Points  | Class.   | Points   | Class. | Points | Class.       | Points       | Class.  | Points  | Class.  | Points  |
| ---------------- | ------- | ------- | -------- | -------- | ------ | ------ | ------------ | ------------ | ------- | ------- | ------- | ------- |
| 2016             | 90e     | 34      | -        | -        | 38e    | 34     |              |              | -       | -       | -       | -       |
| 2017             | 111e    | 11      | -        | -        | 48e    | 11     | -            | -            | -       | -       | -       | -       |
| 2018             | 82e     | 43      | -        | -        | 31e    | 43     | -            | -            | -       | -       | -       | -       |
| 2019             | 65e     | 76      | -        | -        | 24e    | 76     | -            | -            | -       | -       | -       | -       |

### Championnats du monde junior
- Médaille d'argent par équipes en 2015 à Hafjell.
- Médaille de bronze du slalom en 2016 à Sotchi.

### Coupe d'Europe
- 1 victoire.

En date de mars 2019.